# Mohiville
Mohiville (en wallon Mohivîye) est une section de la commune belge de Hamois située en Région wallonne dans la province de Namur.
C'était une commune à part entière avant la fusion des communes de 1977.

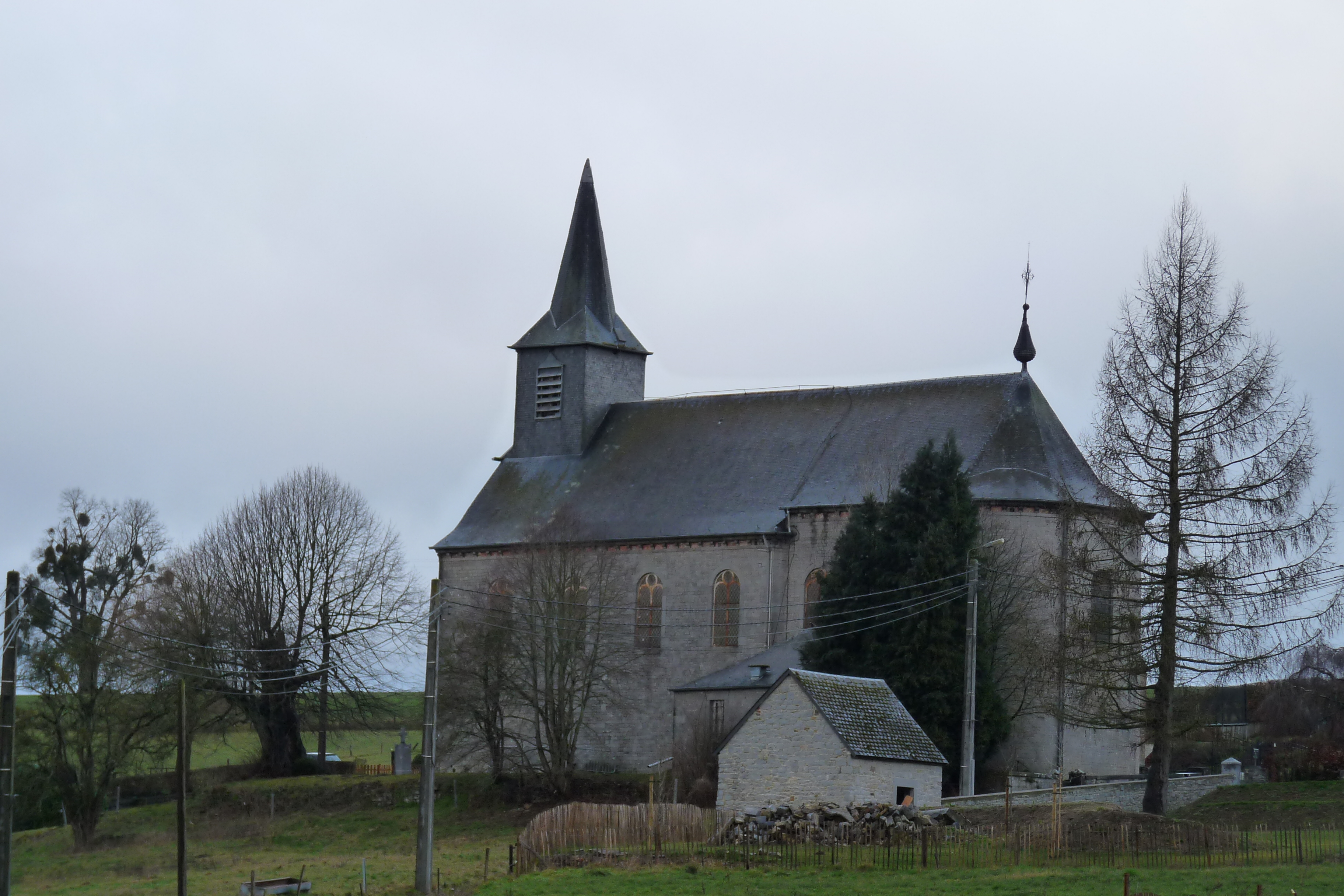
Église Saint-Pierre de Mohiville (face sud-est).

## Étymologie
Avant 1229 Moeville, 1314 Mohierville,
Domaine rural humide (wallon mouhi « moisi »).

## Géographie
Mohiville se situe dans le Condroz non loin de Ciney.
Le village est constitué de maisons construites surtout en pierres grises du pays.

## Évolution démographique
- Source: DGS, 1831 à 1970=recensements population, 1976= habitants au 31 décembre

## Histoire
Mohiville, avec Scoville, a longtemps été une commune rurale,à l'écart des voies de communication, malgré la présence de deux lignes d'autobus privés (Havelange-Ciney et Ocquier-Ciney) vers 1930 : avant cette date, pas le moindre panneau routier. Une commune en vase clos : la méfiance y est grande vis-à-vis du téléphone dont on parle, sans plus, dès 1899. À partir de 1928, s'il entre au presbytère, l'éclairage public ne peut entrer dans les classes de l'école.
La population ne cesse de croître entre le milieu du XIXe siècle et le milieu du XXe siècle : 421 habitants en 1850, 514 en 1871 et le pic démographique en 1930 avec 525 habitants. Durant la première guerre mondiale, Scoville a abrité la Kommandantur d'Hamois, Achet et Scy. Comme à Emptinne, à Achet et à Hamois des réfugiés civils venus de France (90 d'Avion et 171 de Méricourt dans la Pas-de-Calais) ont été accueillis dans le village.

## Patrimoine et culture

### Patrimoine architectural
On peut y admirer l'église Saint-Pierre, construite en 1782, avec l'aide des habitants pour le transport des pierres, par le marquis Albert-François de Maillen, dont la famille est éteinte actuellement. Le nom a été relevé par la famille des comtes d'Aspremont-Lynden, qui ont ajouté « de Maillen » à leur nom d'origine. Les comtes habitent encore dans un château retiré du village qui comporte trois tours du XVe siècle et XVIe siècle. On trouve, dans le village ou ses environs immédiats, de nombreuses petites chapelles.
Près du cimetière du village, non loin de l'école communale se voit au Sud le village de Scy, et son église célèbre pour ses vitraux de 1903, où le curé d'alors, l'abbé Doneux, règle ses comptes avec certains de ses paroissiens…

## Galerie

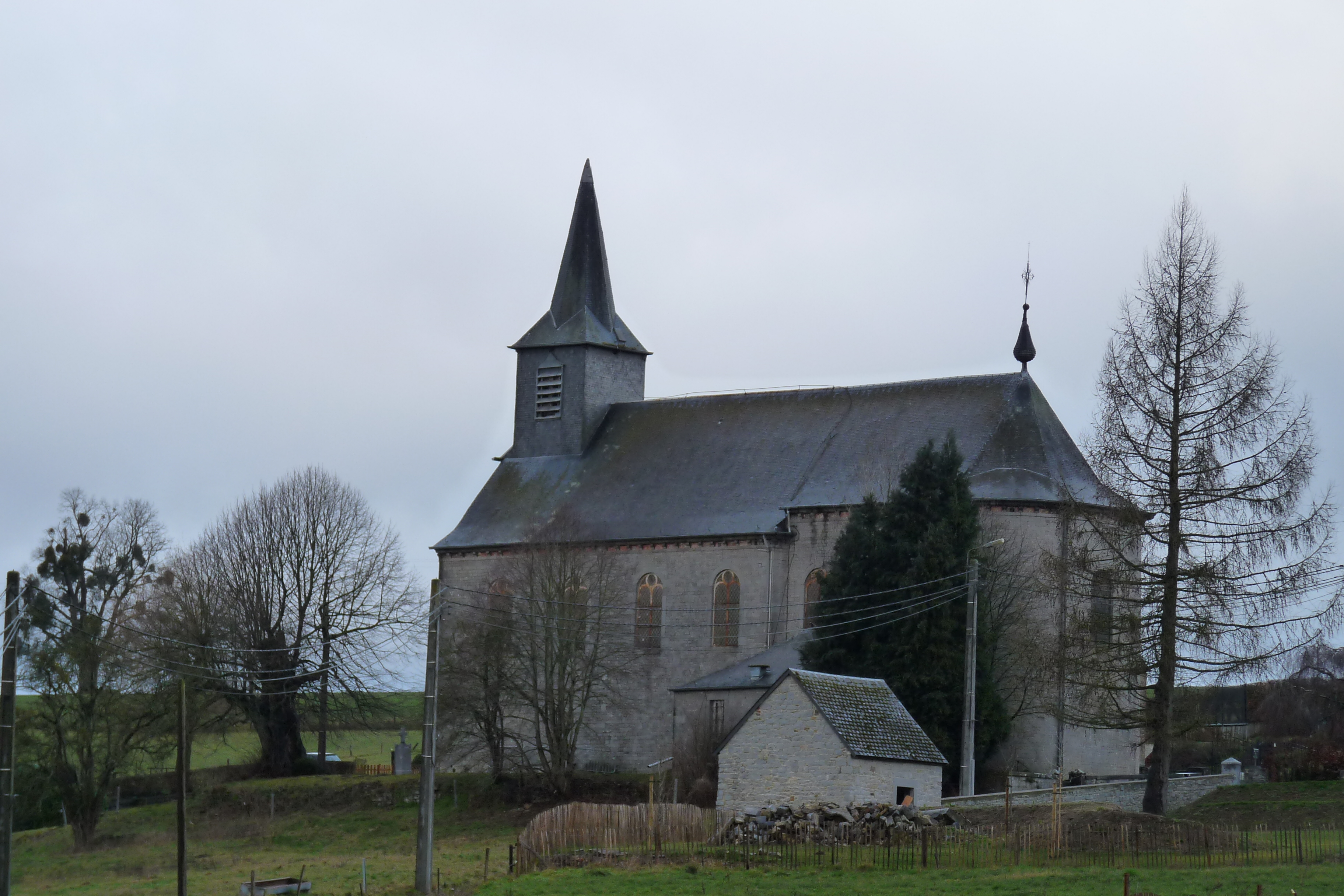
Église Saint-Pierre de Mohiville (face sud-est).
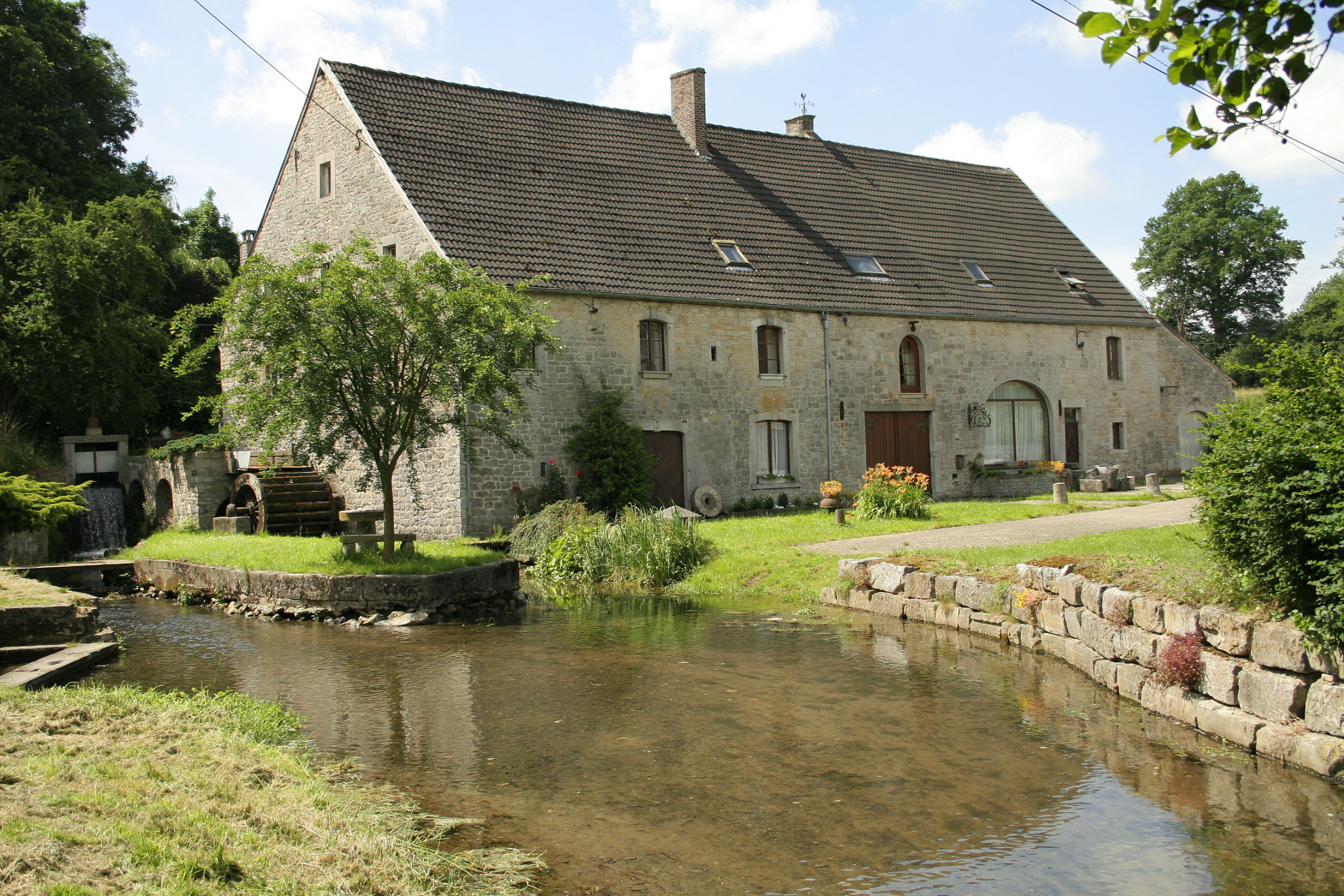
Le vieux moulin à eau de Scoville (1743).
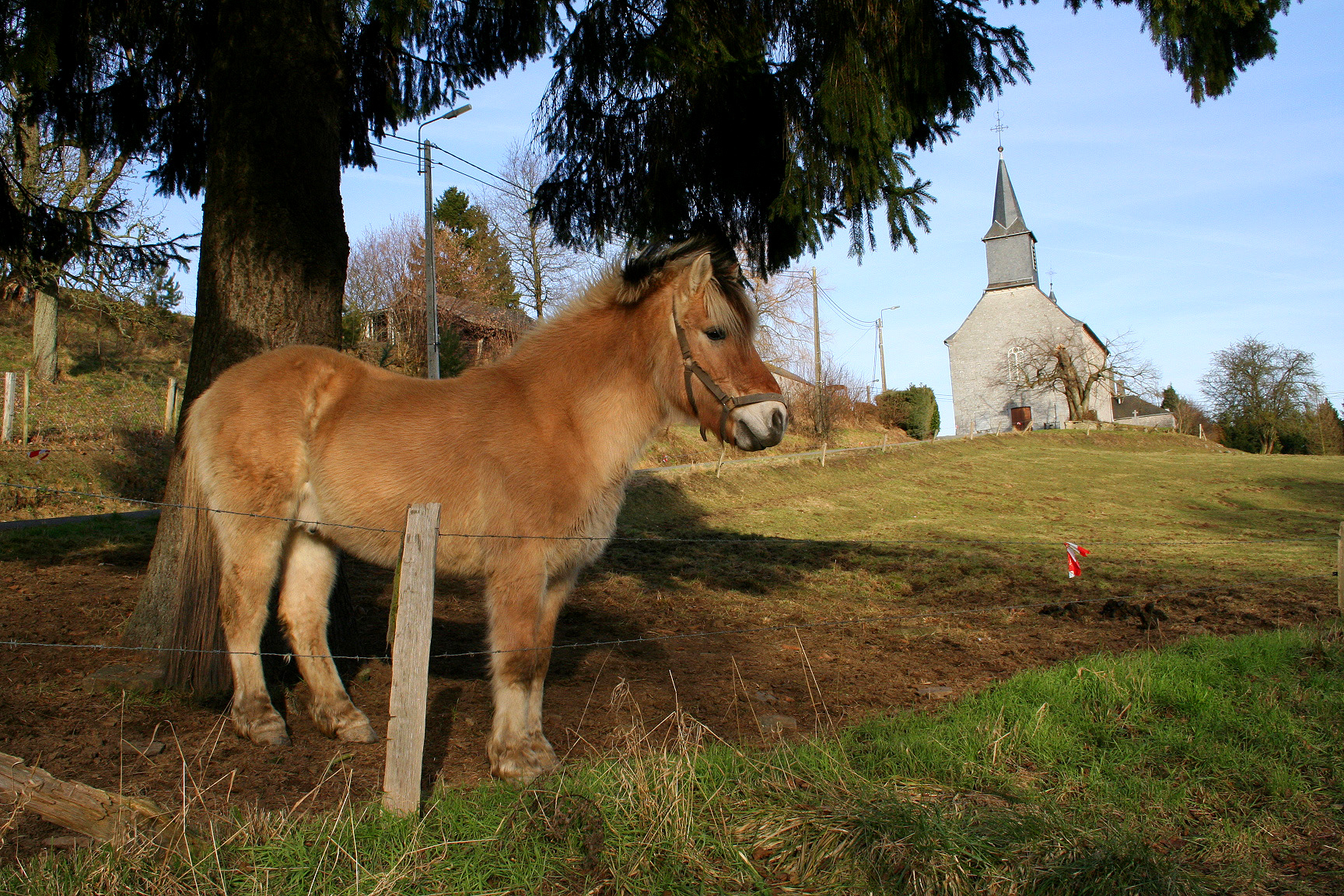
L'église Saint-Pierre (1768).